# Travniška prašnica
Travniška prašnica (znanstveno ime Lycoperdon pratense) je gliva iz rodu prašnic (Lycoperdon).

## Značilnosti
Trosnjak ima premer in višino do 5 cm. Mladi so kroglasti, vendar hitro dobijo hruškasto obliko. Zunanji ovoj ostane dolgo bel in obložen z majhinimi zrnatimi bodicami, ki so zbrane v zvezdastih skupkih. Te bodice med razvojem gobe postopoma odpadajo. Notranja ovojnica je gladka, krhka, pergamentna, sprva bela, kasneje rjavkasta in nazadnje sivo rjava. Ko trosi dozorijo, se na vrhu odpre in nato v kosih odpada vse do opne, ki ločuje plodni del od beta. Ta opna je na prerezu jasno vidna in je pomambna lastnost, ki to vrsto ločuje od podobnih prašnic. Bet oziroma spodnji del je prekatast in najprej bele barve, kasneje postaja vedno temnejši in postane temno rjav.

## Razširjenost in življenjski prostor
Je pogosta in široko razširjena po vsemu svetu. Pojavlja se na travnikih in pašnikih, ob cestah in gozdnih robovih, včasih tudi v mestnih parkih. Gobe rastejo na tleh od junija do novembra. Njihovi ostanki pa včasih vztrajajo do marca.

## Mikroskopske značilnosti
Trosni odtis je svetlo do temno rjave barve. Trosi so kroglasti, prekriti z drobnimi bradavicami in merijo 3–5,5 μm.

## Podobne vrste
- navadna trdokožnica (Scleroderma citrinum) je strupena, površina je rumenkasta in njena notranjost ni nikoli popolnoma bela
- betičasta prašnica (Lyceoperdon perlatum) raste v bolj gozdnatem okolju, na prerezu nima tako očitne opne, ki ločuje plodni del od podgobja
- hruškasta prašničarka (Apioperdon pyriforme) raste na lesu
- zastrta prašnica (Lycoperdon mammiforme) ima površino prekrito z volnatimi lisami.

## Uporabnost
Travniška prašnica je užitna, vendar ni zelo cenjena. Uporablja se samo notranji del, dokler je še v celoti bele barve.

## Galerija slik
- ilustracija
- mlada goba z bradavicami
- zrela goba z gladko površino in odprtino za izpuščanje trosov
- ostanek podgobja po razvoju trosov
- podgobje, bet in trosnjak
- prerez
- opna, ki ločuje meso trosnjaka in beta
- trosi